# سابادسالاش
سابادسالاش (به مجاری:  Szabadszállás) یک منطقهٔ مسکونی در مجارستان است که در ناحیه کون‌سنت‌میکلوش واقع شده‌است. سابادسالاش ۱۶۴٫۶۲ کیلومتر مربع مساحت و ۶٬۱۴۸ نفر جمعیت دارد.